# 釜山新港駅
釜山新港駅（プサンシナンえき）は大韓民国釜山広域市江西区にある、韓国鉄道公社（KORAIL）釜山新港線の駅である。
釜山新港内にある貨物駅であり、旅客用の設備はない。

## 歴史
- 2010年11月30日：釜山新港線開通に伴い開業[1]

## 隣の駅
韓国鉄道公社
釜山新港線
長有駅 - 釜山新港駅
釜山新港線（新港南線）
釜山新港駅 - 南鉄送場駅
釜山新港線（新港北線）
釜山新港駅 - 北鉄送場駅